# Lingua giudeo-georgiana
Il giudeo-georgiano o ebraico-georgiano (noto anche come kivruli e gruzìnico) è la lingua tradizionale parlata dagli ebrei georgiani, l'antica comunità ebraica stanziata nella nazione caucasica della Georgia.

## Relazione con altre lingue
Il giudeo-georgiano è la sola lingua ebrea caucasica meridionale (o cartvelica). Il suo status come lingua distinta dal georgiano è soggetto ad alcune dispute.
Con l'eccezione di un numero significativo di prestiti ebraici e aramaici, la lingua è, da quel che si dice, in modo ampio, mutuamente intelligibile con il georgiano.
Il giudeo-georgiano è considerato da alcuni specialisti poco più che un gergo di mercato .

## Distribuzione
L'ebraico-georgiano ha approssimativamente 85.000 parlanti, dei quali 20.000 si trovano in Georgia (stima 1995), e circa 59.800 in Israele (stima 2000). La lingua ha approssimativamente 4.000 parlanti a New York e un numero ignoto in altre comunità di Russia, Belgio, Stati Uniti e Canada.

## Status
In Georgia, con l'emigrazione iniziata negli anni settanta, ha visto la partenza quasi l'80% della comunità. Non sono, però, stati condotti studi autorevoli riguardo all'uso continuato di questa lingua presso le comunità di ebrei georgiani espatriati.